# یولیا رایدلر
یولیا رایدلر (آلمانی: Julia Riedler؛ زادهٔ ۶ مارس ۱۹۹۰) بازیگر اهل اتریش است. از فیلم‌ها یا مجموعه‌های تلویزیونی که وی در آن‌ها نقش داشته‌است می‌توان به لوته در باهاوس اشاره نمود.
وی پس از پایان تحصیلات مدرسه، ابتدا تحصیل در رشته حقوق را آغاز کرد. اما در سال ۲۰۰۹ به آکادمی تئاتر هامبورگ منتقل شد و تا سال ۲۰۱۳ در آنجا تحصیل کرد. او در فصل نمایشی ۲۰۱۲/۲۰۱۳ قرارداد بازیگری در «تئاتر آلمان» دریافت کرد و در سال ۲۰۱۳ جایزه معتبر و مشهور بوی-گوبرت برای بازیگران جوان را دریافت نمود. از فصل نمایشی ۲۰۱۳/۲۰۱۴ عضو گروه بازیگری «تئاتر کلن» بود. برای اجرای نقش کِتشِن در نمایشنامه «کِتشِن هایلبرون» نوشته هاینریش فون کلیست، در سال ۲۰۱۵ به‌عنوان بهترین بازیگر زن توسط مجله تئاتر «تئاتر هوتِ» نامزد شد. از فصل ۲۰۱۵/۲۰۱۶ تا فصل ۲۰۱۹/۲۰ جولیا ریدلر عضو گروه بازیگری در کامرشپیله‌ی مونیخ بود. از سال ۲۰۲۰ به صورت آزادکار فعالیت می‌کند و در بورگ‌تئاتر وین نقش روزائورا را در نمایش «زندگی رؤیا است» بازی کرد که برای این نقش در سال ۲۰۲۱ نامزد دریافت جایزه تئاتر نستروی به‌عنوان بهترین بازیگر نقش مکمل زن شد. از سال ۲۰۲۱ به عنوان بازیگر میهمان در تئاتر ماکسیم گورکی برلین در چندین اجرا حضور داشته است. او چندین بار در «تئاتر  زوریخ» به صحنه رفته و در تئاتر تالیا هامبورگ در فصل‌های ۲۰۲۳/۲۴ و ۲۰۲۴/۲۵ در اقتباس صحنه‌ای «هنوز بیداری؟» نوشته بنیامین فون اشتوک‌راد-بارِر بازی کرده است. همچنین از فصل نمایشی ۲۰۲۳/۲۴ در تئاتر مردمی وین نیز به روی صحنه می‌رود.